# Nazionale femminile di calcio del Malawi
La nazionale di calcio femminile del Malawi è la rappresentativa calcistica femminile internazionale del Malawi, gestita dalla locale federazione calcistica (FAM).
In base alla classifica emessa dalla FIFA il 15 marzo 2024, la nazionale femminile occupa il 156º posto del FIFA/Coca-Cola Women's World Ranking.
Come membro della Confédération Africaine de Football (CAF), partecipa a vari tornei di calcio internazionali, come al Campionato mondiale FIFA, alla Coppa delle nazioni africane femminile, ai Giochi olimpici estivi, ai Giochi panafricani e ai tornei a invito. Oltre alla CAF, come le altre nazionali di calcio che rappresentano il Malawi negli incontri internazionali, è membro della Council of Southern Africa Football Associations (COSAFA), che raggruppa le federazioni dell'Africa meridionale.

## Storia
Nel 2002 la nazionale malawiana prese parte al suo primo torneo internazionale, partecipando al campionato COSAFA, competizione riservata alle federazione affiliate alla COSAFA. Nel 2004 per la prima volta partecipò alle qualificazioni al campionato africano, superando il turno preliminare dopo il ritiro dell'Uganda, ma venendo poi sconfitta dall'Etiopia al primo turno. Negli anni successivi il Malawi partecipò a poche edizioni del campionato africano, dal 2016 rinominato in Coppa delle nazioni africane, senza riuscire a qualificarsi alla fase finale. Prese parte con continuità, invece, al campionato COSAFA. Nel 2021 batté il Sudafrica, detentore del trofeo, in semifinale, per poi perdere la finale contro la Tanzania. Nel 2023 il Malawi raggiunse nuovamente la finale del campionato COSAFA, ma in questa occasione sconfisse lo Zambia, conquistando il primo trofeo della propria storia sportiva.

## Partecipazione ai tornei internazionali
Legenda: Grassetto: Risultato migliore, Corsivo: Mancate partecipazioni

## Palmarès
- Campionato COSAFA: 1

2023